# Cheelanaikanahalli, Belur
Cheelanaikanahalli là một làng thuộc tehsil Belur, huyện Hassan, bang Karnataka, Ấn Độ.